# Медвежий переулок (Павловск)
Медве́жий переулок — переулок в городе Павловске Пушкинского района Санкт-Петербурга. Проходит от улицы Мичурина до Госпитальной улицы.
В 1777—1787 годах вдоль трассы современного Медвежьего переулка проложили водовод, входивший в систему Таицкого водовода. Сейчас он проходит под тротуаром нечётной стороны.
Изначальное название Медвежья улица для участка от Берёзовой улицы за Госпитальную появилось в 1830-х годах. Его происхождение не установлено. Очевидно, оно имеет связь с соседними Лебединой улицей и бывшим Воробьиным переулком (ныне улица Первого Мая). С середины 1840-х годов улица становится Медвежьим переулком.
Примерно в 1939 году переулок переименовали в улицу Ка́рла Ли́бкнехта — в честь деятеля германского рабочего движения К. Либкнехта.
В 1950-х годах был упразднён участок южнее Госпитальной улицы, хотя вдоль его красной линии сохраняется застройка (дом 20, корпус 1, по Госпитальной улице).
11 июня 2003 года историческое название — Медвежий переулок — было возвращено.

## Перекрёстки
- улица Мичурина
- Лебединая улица
- улица Васенко
- Конюшенная улица
- Госпитальная улица